# Confinamiento por la pandemia de COVID-19 en Estados Unidos

Estados, territorios y condados que han emitido una orden de quedarse en casa.
Entró en vigor antes del 22 de marzo de 2020
Entró en vigor antes del 29 de marzo de 2020
Entró en vigor antes del 5 de abril de 2020
Entró en vigor antes del 12 de abril de 2020
No se ha emitido ningún pedido
Mapa completo que incluye municipios

Las políticas de confinamiento por la pandemia de COVID-19 en Estados Unidos, son llevadas a cabo por los gobiernos estatales y otras gobernaciones menores, incluyendo a las administraciones de reservas indias, alguna de las medidas son las declaraciones de emergencia, el cierre de escuelas y lugares de reunión pública, así como otras restricciones para evitar la propagación del SARS-CoV-2
Múltiples grupos de estados han formado pactos en un intento de coordinar algunas de sus respuestas; en la costa oeste: los estados de California, Oregón y Washington; en el noreste: Massachusetts, Nueva York, Nueva Jersey, Connecticut, Delaware, Pensilvania y Rhode Island; y en el Medio Oeste: Michigan, Ohio, Wisconsin, Minnesota, Illinois, Indiana y Kentucky. Además, miles de condados desarrollaron sus propias respuestas políticas a la pandemia, lo que provocó una variabilidad significativa incluso dentro de los estados.

## Lista de regulaciones por Estado y territorio
Esta es una lista de regulaciones que se impusieron a nivel estatal, restringiendo actividades y cerrando instalaciones como resultado de la pandemia. Muchos condados y jurisdicciones municipales han impuesto regulaciones más estrictas.
| Estado / territorio                  | Estado / territorio                  | Estado de emergencia declarado | Orden de quedarse en casa                                                    | Tapabocas y protector facial para ingresar a lugares públicos | Reuniones prohibidas                                   | Restricciones para viajar fuera del estado | Orden de cierres | Orden de cierres | Orden de cierres                         | Orden de cierres      | Fuentes                                           |
| Estado / territorio                  | Estado / territorio                  | Estado de emergencia declarado | Orden de quedarse en casa                                                    | Tapabocas y protector facial para ingresar a lugares públicos | Reuniones prohibidas                                   | Restricciones para viajar fuera del estado | Escuelas         | Guarderías       | Bares y restaurantes para consumo dentro | Minorista no esencial | Fuentes                                           |
| ------------------------------------ | ------------------------------------ | ------------------------------ | ---------------------------------------------------------------------------- | ------------------------------------------------------------- | ------------------------------------------------------ | ------------------------------------------ | ---------------- | ---------------- | ---------------------------------------- | --------------------- | ------------------------------------------------- |
| Alabama                              | Alabama                              | 13 de marzo de 2020            | 4 de abril de 2020                                                           | Si                                                            | 10+                                                    | No                                         | Si               | Si               | Si                                       | Si                    | [ 6 ] [ 7 ] [ 8 ] [ 9 ] [ 10 ] [ 11 ]             |
| Alaska                               | Alaska                               | 11 de marzo de 2020            | 28 de marzo de 2020                                                          | No                                                            | 10+                                                    | Cuarentena obligatoria                     | Si               | Si               | Si                                       | Si                    | [ 12 ] [ 8 ] [ 13 ] [ 9 ] [ 10 ]                  |
| Samoa Americana                      | Samoa Americana                      | 29 de enero de 2020            | No                                                                           | No                                                            | 10+                                                    | Viajes suspendidos                         | Si               | Si               | No                                       | No                    | [ 14 ] [ 15 ] [ 16 ]                              |
| Arizona                              | Arizona                              | 11 de marzo de 2020            | 31 de marzo de 2020                                                          | No                                                            | 50+                                                    | Cuarentena limitada                        | Si               | Si               | Si                                       | Si                    | [ 17 ] [ 8 ] [ 18 ] [ 9 ] [ 10 ] [ 11 ]           |
| Arkansas                             | Arkansas                             | 11 de marzo de 2020            | No                                                                           | Si                                                            | 10+                                                    | No                                         | Si               | Si               | Si                                       | Regional              | [ 19 ] [ 8 ] [ 20 ] [ 9 ] [ 10 ] [ 11 ]           |
| California                           | California                           | 4 de marzo de 2020             | 19 de marzo de 2020                                                          | Si                                                            | Todo                                                   | No                                         | Si               | Si               | Si                                       | Si                    | [ 21 ] [ 22 ] [ 9 ] [ 10 ] [ 11 ]                 |
| Colorado                             | Colorado                             | 10 de marzo de 2020            | 26 de marzo de 2020                                                          | Si                                                            | 10+                                                    | No                                         | Si               | Restringido      | Si                                       | Si                    | [ 8 ] [ 23 ] [ 9 ] [ 10 ] [ 11 ]                  |
| Connecticut                          | Connecticut                          | 10 de marzo de 2020            | 23 de marzo de 2020                                                          | Si                                                            | Todo                                                   | Cuarentena recomendada                     | Si               | Si               | Si                                       | Si                    | [ 8 ] [ 24 ] [ 9 ] [ 10 ] [ 11 ]                  |
| Delaware                             | Delaware                             | 12 de marzo de 2020            | 24 de marzo de 2020                                                          | Si                                                            | Todo                                                   | Cuarentena obligatoria                     | Si               | Si               | Si                                       | Si                    | [ 25 ] [ 8 ] [ 26 ] [ 27 ] [ 9 ] [ 10 ] [ 11 ]    |
| Washington D. C.                     | Washington D. C.                     | 11 de marzo de 2020            | 30 de marzo de 2020                                                          | Si                                                            | 10+                                                    | No                                         | Si               | Si               | Si                                       | Si                    | [ 28 ] [ 29 ] [ 9 ] [ 10 ] [ 11 ]                 |
| Florida                              | Florida                              | 1 de marzo de 2020             | 3 de abril de 2020                                                           | No                                                            | 10+                                                    | Cuarentena limitada/proyectada             | Si               | Si               | Si                                       | Si                    | [ 8 ] [ 30 ] [ 9 ] [ 10 ] [ 11 ]                  |
| Georgia                              | Georgia                              | 14 de marzo de 2020            | 3 de abril de 2020                                                           | No                                                            | 10+                                                    | No                                         | Si               | No               | Si                                       | Si                    | [ 8 ] [ 9 ] [ 10 ] [ 11 ]                         |
| Guam                                 | Guam                                 | 14 de marzo de 2020            | No                                                                           | No                                                            | Todo                                                   | No                                         | Si               | Si               | Si                                       | Si                    | [ 31 ]                                            |
| Hawái                                | Hawái                                | 4 de marzo de 2020             | 25 de marzo de 2020                                                          | Si                                                            | 11+                                                    | Cuarentena obligatoria                     | Si               | Si               | Si                                       | Si                    | [ 8 ] [ 32 ] [ 33 ] [ 9 ] [ 10 ]                  |
| Idaho                                | Idaho                                | 13 de marzo de 2020            | 25 de marzo de 2020                                                          | No                                                            | Todo                                                   | Cuarentena obligatoria                     | Si               | Si               | Si                                       | Restringida           | [ 8 ] [ 34 ] [ 35 ] [ 9 ] [ 10 ] [ 36 ] [ 11 ]    |
| Illinois                             | Illinois                             | 9 de marzo de 2020             | 21 de marzo de 2020                                                          | Si                                                            | Todo                                                   | No                                         | Si               | Si               | Si                                       | Si                    | [ 8 ] [ 37 ] [ 38 ] [ 9 ] [ 10 ] [ 11 ]           |
| Indiana                              | Indiana                              | 6 de marzo de 2020             | 25 de marzo de 2020                                                          | Si                                                            | Todo, hogares mayores de 11 individuos también cuentan | No                                         | Si               | Si               | Si                                       | Si                    | [ 8 ] [ 9 ] [ 10 ] [ 11 ] [ 39 ] [ 40 ] [ 41 ]    |
| Iowa                                 | Iowa                                 | 9 de marzo de 2020             | No                                                                           | No                                                            | 10+                                                    | No                                         | Si               | Si               | Si                                       | Si                    | [ 8 ] [ 42 ] [ 9 ] [ 10 ] [ 43 ] [ 11 ]           |
| Kansas                               | Kansas                               | 9 de marzo de 2020             | 30 de marzo de 2020                                                          | Si                                                            | 10+                                                    | Cuarentena limitada                        | Si               | No               | Si                                       | Si                    | [ 8 ] [ 44 ] [ 9 ] [ 10 ] [ 11 ]                  |
| Kentucky                             | Kentucky                             | 6 de marzo de 2020             | 26 de marzo de 2020                                                          | Si                                                            | 10+                                                    | Cuarentena obligatoria                     | Si               | Si               | Si                                       | Si                    | [ 8 ] [ 9 ] [ 10 ] [ 11 ] [ 45 ] [ 46 ]           |
| Luisiana                             | Luisiana                             | 11 de marzo de 2020            | 23 de marzo de 2020                                                          | Si                                                            | 11+                                                    | No                                         | Si               | Si               | Si                                       | Si                    | [ 8 ] [ 9 ] [ 10 ] [ 11 ] [ 47 ] [ 48 ] [ 49 ]    |
| Maine                                | Maine                                | 15 de marzo de 2020            | 2 de abril de 2020                                                           | Si                                                            | 10+                                                    | Cuarentena obligatoria                     | Si               | Si               | Si                                       | Restringido           | [ 8 ] [ 9 ] [ 10 ] [ 11 ]                         |
| Maryland                             | Maryland                             | 5 de marzo de 2020             | 30 de marzo de 2020                                                          | Si                                                            | 10+                                                    | Cuarentena obligatoria                     | Si               | Si               | Si                                       | Si                    | [ 8 ] [ 50 ] [ 51 ] [ 9 ] [ 10 ] [ 11 ]           |
| Massachusetts                        | Massachusetts                        | 10 de marzo de 2020            | 24 de marzo de 2020                                                          | Si                                                            | 11+                                                    | Cuarentena obligatoria                     | Si               | Si               | Si                                       | Si                    | [ 8 ] [ 52 ] [ 53 ] [ 9 ] [ 10 ] [ 11 ]           |
| Míchigan                             | Míchigan                             | 11 de marzo de 2020            | 24 de marzo de 2020                                                          | Si                                                            | Todo                                                   | No                                         | Si               | Si               | Si                                       | Si                    | [ 8 ] [ 54 ] [ 55 ] [ 9 ] [ 10 ] [ 11 ]           |
| Minnesota                            | Minnesota                            | 13 de marzo de 2020            | 27 de marzo de 2020                                                          | Si                                                            | Todo                                                   | No                                         | Si               | Si               | Si                                       | Si                    | [ 8 ] [ 9 ] [ 10 ] [ 11 ] [ 56 ] [ 41 ]           |
| Misisipi                             | Misisipi                             | 4 de marzo de 2020             | 3 de abril de 2020                                                           | No                                                            | Todo                                                   | No                                         | Si               | No               | Si                                       | Si                    | [ 8 ] [ 57 ] [ 58 ] [ 9 ] [ 10 ] [ 11 ]           |
| Misuri                               | Misuri                               | 13 de marzo de 2020            | 6 de abril de 2020                                                           | No                                                            | 10+                                                    | Regional                                   | Si               | No               | Si                                       | Si                    | [ 8 ] [ 59 ] [ 9 ] [ 10 ] [ 11 ]                  |
| Montana                              | Montana                              | 12 de marzo de 2020            | 28 de marzo de 2020                                                          | No                                                            | 10+                                                    | Cuarentena obligatoria                     | Si               | Si               | Si                                       | Si                    | [ 8 ] [ 60 ] [ 9 ] [ 10 ] [ 11 ]                  |
| Nebraska                             | Nebraska                             | 13 de marzo de 2020            | No                                                                           | No                                                            | 10+                                                    | Cuarentena limitada                        | Si               | Restringido      | Restringido                              | No                    | [ 8 ] [ 9 ] [ 10 ] [ 11 ]                         |
| Nevada                               | Nevada                               | 12 de marzo de 2020            | 1 de abril de 2020                                                           | Si                                                            | 10+                                                    | Cuarentena obligatoria                     | Si               | Si               | Si                                       | Si                    | [ 8 ] [ 61 ] [ 9 ] [ 10 ] [ 11 ]                  |
| Nuevo Hampshire                      | Nuevo Hampshire                      | 13 de marzo de 2020            | 27 de marzo de 2020                                                          | No                                                            | 50+                                                    | Cuarentena obligatoria                     | Si               | Si               | Si                                       | Si                    | [ 8 ] [ 62 ] [ 9 ] [ 10 ] [ 11 ]                  |
| Nueva Jersey                         | Nueva Jersey                         | 9 de marzo de 2020             | 21 de marzo de 2020                                                          | Si                                                            | Todo                                                   | No                                         | Si               | Si               | Si                                       | Si                    | [ 8 ] [ 63 ] [ 64 ] [ 9 ] [ 10 ] [ 11 ]           |
| Nuevo México                         | Nuevo México                         | 11 de marzo de 2020            | 24 de marzo de 2020                                                          | Si                                                            | 6+                                                     | Cuarentena obligatoria                     | Si               | Si               | Si                                       | Si                    | [ 8 ] [ 65 ] [ 66 ] [ 9 ] [ 10 ] [ 11 ]           |
| Nueva York                           | Nueva York                           | 7 de marzo de 2020             | 22 de marzo de 2020                                                          | Si                                                            | Todo                                                   | No                                         | Si               | Si               | Si                                       | Si                    | [ 8 ] [ 67 ] [ 68 ] [ 9 ] [ 10 ] [ 11 ]           |
| Carolina del Norte                   | Carolina del Norte                   | 10 de marzo de 2020            | 30 de marzo de 2020                                                          | Si                                                            | 10+                                                    | No                                         | Si               | Si               | Si                                       | Si                    | [ 8 ] [ 69 ] [ 70 ] [ 9 ] [ 10 ] [ 11 ]           |
| Dakota del Norte                     | Dakota del Norte                     | 13 de marzo de 2020            | No                                                                           | No                                                            | 50+                                                    | Cuarentena obligatoria                     | Si               | Si               | Si                                       | Si                    | [ 8 ] [ 9 ] [ 10 ] [ 11 ]                         |
| Islas Marianas del Norte             | Islas Marianas del Norte             | 29 de enero de 2020            | No                                                                           | No                                                            | 10+                                                    | No                                         | Si               | Si               | No                                       | No                    | [ 71 ] [ 9 ]                                      |
| Ohio                                 | Ohio                                 | 9 de marzo de 2020             | 23 de marzo de 2020                                                          | Si                                                            | 11+                                                    | Cuarentena obligatoria                     | Si               | Restringido      | Si                                       | Si                    | [ 8 ] [ 9 ] [ 10 ] [ 11 ] [ 72 ] [ 41 ]           |
| Oklahoma                             | Oklahoma                             | 15 de marzo de 2020            | 2 de abril de 2020 (aviso parcial)                                           | No                                                            | 11+                                                    | Cuarentena limitada                        | Si               | Si               | Si                                       | Si                    | [ 8 ] [ 73 ] [ 9 ] [ 10 ] [ 74 ] [ 11 ]           |
| Oregón                               | Oregón                               | 8 de marzo de 2020             | 23 de marzo de 2020                                                          | Si                                                            | Todo                                                   | No                                         | Si               | Si               | Si                                       | Restringido           | [ 8 ] [ 75 ] [ 76 ] [ 9 ] [ 10 ] [ 11 ] [ 77 ]    |
| Pensilvania                          | Pensilvania                          | 6 de marzo de 2020             | 1 de abril de 2020                                                           | No                                                            | 10+ (recomendado)                                      | Cuarentena limitada                        | Si               | Si               | Si                                       | Si                    | [ 8 ] [ 78 ] [ 79 ] [ 9 ] [ 10 ] [ 11 ]           |
| Puerto Rico                          | Puerto Rico                          | 12 de marzo de 2020            | 15 de marzo de 2020                                                          | No                                                            | Todo                                                   | Proyectado                                 | Si               | Si               | Si                                       | Si                    | [ 80 ]                                            |
| Rhode Island                         | Rhode Island                         | 9 de marzo de 2020             | 28 de marzo de 2020                                                          | Si                                                            | 25+                                                    | Cuarentena obligatoria                     | Si               | Si               | Si                                       | Si                    | [ 8 ] [ 81 ] [ 9 ] [ 10 ] [ 11 ]                  |
| Carolina del Sur                     | Carolina del Sur                     | 13 de marzo de 2020            | 7 de abril de 2020                                                           | No                                                            | 50+                                                    | Cuarentena limitada                        | Si               | Si               | Si                                       | Si                    | [ 8 ] [ 82 ] [ 9 ] [ 10 ] [ 11 ]                  |
| Dakota del Sur                       | Dakota del Sur                       | 13 de marzo de 2020            | Regional                                                                     | No                                                            | 50+                                                    | No                                         | Si               | Si               | No                                       | No                    | [ 8 ] [ 83 ] [ 84 ] [ 9 ] [ 10 ] [ 11 ]           |
| Tennessee                            | Tennessee                            | 12 de marzo de 2020            | 2 de abril de 2020                                                           | Varía por condado                                             | 10+                                                    | No                                         | Si               | Si               | Si                                       | Si                    | [ 8 ] [ 85 ] [ 86 ] [ 9 ] [ 10 ] [ 11 ]           |
| Texas                                | Texas                                | 13 de marzo de 2020            | 2 de abril de 2020                                                           | Si                                                            | 10+                                                    | Cuarentena limitada                        | Si               | Si               | Si                                       | Si                    | [ 8 ] [ 9 ] [ 10 ] [ 87 ] [ 88 ] [ 11 ]           |
| Utah                                 | Utah                                 | 6 de marzo de 2020             | Regional                                                                     | Si                                                            | 10+                                                    | No                                         | Si               | Si               | Si                                       | Regional              | [ 8 ] [ 89 ] [ 9 ] [ 10 ] [ 11 ]                  |
| Islas Vírgenes de los Estados Unidos | Islas Vírgenes de los Estados Unidos | 13 de marzo de 2020            | 25 de marzo de 2020                                                          | No                                                            | Todo                                                   | No                                         | Si               | Si               | Si                                       | Si                    | [ 90 ]                                            |
| Vermont                              | Vermont                              | 16 de marzo de 2020            | 25 de marzo de 2020                                                          | No                                                            | 10+                                                    | Cuarentena obligatoria                     | Si               | Si               | Si                                       | Si                    | [ 8 ] [ 91 ] [ 92 ] [ 9 ] [ 93 ] [ 10 ] [ 11 ]    |
| Virginia                             | Virginia                             | 12 de marzo de 2020            | 30 de marzo de 2020                                                          | Si                                                            | 10+                                                    | No                                         | Si               | Si               | Si                                       | Restringido           | [ 8 ] [ 9 ] [ 10 ] [ 11 ] [ 94 ] [ 95 ] [ 96 ]    |
| Washington                           | Washington                           | 29 de febrero de 2020          | 23 de marzo de 2020                                                          | Si                                                            | Todo                                                   | No                                         | Si               | Si               | Si                                       | Si                    | [ 8 ] [ 97 ] [ 98 ] [ 9 ] [ 10 ] [ 11 ]           |
| Virginia Occidental                  | Virginia Occidental                  | 4 de marzo de 2020             | 23 de marzo de 2020                                                          | Si                                                            | Todo                                                   | No                                         | Si               | Si               | Si                                       | Si                    | [ 8 ] [ 9 ] [ 10 ] [ 11 ] [ 99 ] [ 100 ]          |
| Wisconsin                            | Wisconsin                            | 12 de marzo de 2020            | 24 de marzo de 2020 (declarada inconstitucional el 13 de mayo del mismo año) | Si                                                            | Todo                                                   | Cuarentena obligatoria                     | Si               | Restringido      | Si                                       | Si                    | [ 8 ] [ 9 ] [ 10 ] [ 11 ] [ 101 ] [ 102 ] [ 103 ] |
| Wyoming                              | Wyoming                              | 12 de marzo de 2020            | Regional                                                                     | No                                                            | 10+                                                    | Cuarentena obligatoria                     | Si               | Si               | Si                                       | No                    | [ 8 ] [ 104 ] [ 105 ] [ 9 ] [ 10 ] [ 11 ]         |

En Michigan, Puerto Rico, Texas y Vermont, los minoristas que vendían una combinación de artículos esenciales y no esenciales solo podrán vender artículos esenciales.
| Estado              | Fecha promulgada    | Fecha levantada     |
| ------------------- | ------------------- | ------------------- |
| Alabama             | 4 de abril de 2020  | 30 de abril de 2020 |
| Colorado            | 26 de marzo de 2020 | 26 de abril de 2020 |
| Florida             | 3 de abril de 2020  | 4 de mayo de 2020   |
| Georgia             | 3 de abril de 2020  | 30 de abril de 2020 |
| Idaho               | 25 de marzo de 2020 | 30 de abril de 2020 |
| Illinois            | 21 de marzo de 2020 | 30 de mayo de 2020  |
| Indiana             | 25 de marzo de 2020 | 1 de mayo de 2020   |
| Kansas              | 30 de marzo de 2020 | 4 de mayo de 2020   |
| Luisiana            | 30 de marzo de 2020 | 15 de mayo de 2020  |
| Maine               | 2 de abril de 2020  | 30 de abril de 2020 |
| Maryland            | 30 de marzo de 2020 | 15 de mayo de 2020  |
| Massachusetts       | 24 de marzo de 2020 | 18 de mayo de 2020  |
| Míchigan            | 24 de marzo de 2020 | 2 de junio de 2020  |
| Misisipi            | 3 de abril de 2020  | 27 de abril de 2020 |
| Misuri              | 6 de abril de 2020  | 3 de mayo de 2020   |
| Montana             | 28 de marzo de 2020 | 26 de abril de 2020 |
| Nuevo Hampshire     | 27 de marzo de 2020 | 11 de junio de 2020 |
| Nueva Jersey        | 21 de marzo de 2020 | 9 de junio de 2020  |
| Carolina del Sur    | 7 de abril de 2020  | 4 de mayo de 2020   |
| Tennessee           | 31 de marzo de 2020 | 30 de abril de 2020 |
| Texas               | 2 de abril de 2020  | 30 de abril de 2020 |
| Virginia Occidental | 23 de marzo de 2020 | 4 de mayo de 2020   |
| Wisconsin           | 25 de marzo de 2020 | 13 de mayo de 2020  |

## Reservas indias
El 19 de marzo, la tribu Wiyot de California emitió una orden de refugio en el lugar en la reserva de Table Bluff a partir del 20 de marzo al 7 de abril de 2020.
La Nación Navajo en Nuevo México impuso una orden de quedarse en casa en toda la reserva, la reserva más grande del país, el 20 de marzo de 2020. La Nación Navajo volvió a emitir esta orden el 24 de marzo del mismo año.
Las reservas de los indios Cheyenes del norte y Crow en Montana impusieron toques de queda.
El 21 de marzo, la Reserva Makah en el noroeste del estado de Washington emitió una orden de refugio en el lugar. El 22 de marzo, la Nación Lummi también anunció una orden de refugio después de que se confirmaron cinco casos en el área, incluidos dos miembros de la tribu.
El 23 de marzo, la Reserva India de Lago Red en el noroeste de Minnesota emitió una orden de refugio en el lugar y toque de queda por 30 días. La Reserva Indígena del Sur de Ute, en el suroeste de Colorado, emitió un aviso de permanencia en el hogar. El 26 de marzo, la reserva cerró sus fronteras y reemplazó su aviso de permanencia en el hogar por una orden obligatoria de inmovilización.
El 23 de marzo, las tribus shoshones del este y arapajós del norte emitieron una directiva conjunta de permanencia en el hogar para la Reserva India de Wind River. La Nación India Quinault emitió una orden de refugio en el lugar para la Reserva Quinault hasta nuevo aviso.
El 24 de marzo, la Tribu Nooksack emitió una orden de refugio en el lugar vigente desde el 24 de marzo hasta el 7 de abril. La tribu Swinomish emitió una orden de quedarse en casa para la comunidad tribal india Swinomish a partir del 25 de marzo al 6 de abril.
El 26 de marzo, la Reserva India Mille Lacs emitió una orden de permanencia en el hogar a partir del 27 de marzo hasta nuevo aviso. Las tribus confederadas Salish y Kutenai emitieron una orden de refugio en el lugar para la reserva indígena Flathead a partir del 26 de marzo.
El 27 de marzo, los Crow de Montana y Cheyenes del norte emitieron órdenes de quedarse en casa, a partir del 28 de marzo al 10 de abril. La tribu Nez percé de Idaho emitió una orden de permanencia en el hogar vigente hasta nuevo aviso. Las tribus shoshone y Bannock emitieron una orden de quedarse en casa para la Reserva India de Fort Hall efectiva hasta el 17 de abril. La Reserva Coeur d'alene emitió una orden de permanencia en casa. La tribu Rosebud Sioux emitió una orden de refugio en el lugar para la Reservación india Rosebud (que es colindante con el condado de Todd, Dakota del Sur).
Las 22 tribus de Arizona, incluida la comunidad India Ak-Chin, la comunidad indígena del río Gila, la tribu Hualapai, la comunidad indígena Salt River Pima Maricopa y la nación pápago, han declarado estados de emergencia, instalaciones y casinos cerrados y limitaciones gubernamentales. empresas a funciones esenciales, entre otras medidas.

### Ley CARES y naciones tribales
El 25 de marzo, el Congreso de los Estados Unidos anunció que se asignarían $ 8 mil millones de la Ley CARES para ayudar a las tribus nativas a combatir el COVID-19. Se redistribuyeron más de 600 millones de dólares a la Nación Navajo. El 22 de abril de 2020, 10 naciones tribales (incluida la comunidad nativa Akiak de Alaska, la tribu Asa'cararmiut, la comunidad aleutiana de la isla San Pablo y la Nación Navajo) iniciaron procedimientos para demandar a los secretarios de los departamentos del Interior y del Tesoro. Por la asignación de fondos a Sociedades de nativos de Alaska. En mayo de 2020, el Departamento del Tesoro declaró que los fondos para las corporaciones nativas de Alaska se retendrían mientras la demanda esperaba una decisión.